# 佐藤俊一 (外交官)
佐藤 俊一（さとう しゅんいち、1941年2月10日 - ）は元・外交官、ナカノフドー建設監査役、パイオニア社外取締役。岡山県出身。趣味・特技はゴルフ、スキー、器楽。

## 経歴
1964年に東京大学教養学部を卒業と同時に外務省に入省。1983年に国際連合局政治課長、1984年に国際連合局政策課長、1985年に在フランス日本国大使館参事官、1987年4月にフランス大使館公使、1989年に官房外務参事官・兼・内閣官房外政審議室審議官、同年に官房審議官、1991年9月に在モントリオール総領事、1994年2月に文化交流部長、1995年8月に中南米局局長、1997年7月に在ポーランド日本大使、2000年5月から2003年11月まで在ベルギー日本大使を勤め、同年12月に退官。2005年6月にナカノフドー建設監査役、2014年6月にパイオニア社外取締役。

## 受賞歴
- 1997年 - ペルー太陽勲章（英語版）大十字章